# Ivania Ortiz
Ivania Ortiz de Jesús (15 luglio 1999) è una pallavolista portoricana, schiacciatrice delle Criollas de Caguas.

## Biografia
Proviene da una famiglia molto legata alla pallavolo: suo padre Ariel fu un ex giocatore di baseball e direttore atletico della Universidad Metropolitana, oltre che allenatore di pallavolo; sua sorella Leira è invece un'ex pallavolista. 

## Carriera

### Club
La carriera di Ivania Ortiz inizia nei tornei scolastici portoricani, giocando per il Colegio Adianez. Dopo il diploma si trasferisce per un biennio negli Stati Uniti d'America, dove partecipa al campionato universitario di NCAA Division I con la Hofstra, dal 2017 al 2018. 
Torna quindi a Porto Rico, dove firma il suo primo contratto da professionista con le Criollas de Caguas, partecipando alla Liga de Voleibol Superior Femenino 2020. Nell'edizione seguente del torneo viene ingaggiata dalle Pinkin de Corozal, venendo premiata come miglior esordiente del torneo. Nel 2021 inizia a giocare parallelamente anche nella Liga Atlética Interuniversitaria con la Ana G. Méndez. Con la franchigia di Corozal si laurea campionessa di Porto Rico al termine della Liga de Voleibol Superior Femenino 2022 e 2023.
Viene in seguito ingaggiata dalle Columbus Fury, partecipando alla Pro Volleyball Federation 2024, prima di fare ritorno alle Criollas de Caguas per la Liga de Voleibol Superior Femenino 2025, in cui conquista il titolo nazionale.

### Nazionale
Con la nazionale portoricana Under-18 si classifica al quarto posto alla Coppa panamericana 2015.
Debutta in nazionale maggiore in occasione del campionato nordamericano 2021, dove conquista la medaglia d'argento.

## Palmarès

### Club
- Campionato portoricano: 3

2022, 2023, 2025

### Premi individuali
- 2021 - Liga de Voleibol Superior Femenino: Miglior esordiente